# الناتام
الناتام (به انگلیسی: Alnatham) یک منطقهٔ مسکونی در هند است که در تامیل نادو واقع شده‌است.